# Steve Moore (scénariste de comics)
Pour les articles homonymes, voir Steve Moore (homonymie) et Moore.
Steve Moore, né le 11 juin 1949 et mort le 16 mars 2014, est un scénariste britannique de comics. 
Il est notamment l'auteur de Hercule : Les Guerres thraces avec Admira Wijaya.

## Publications

### Comics

#### 2000 AD
Nombreuses histoires publiées dans le magazine 2000 AD, pour les séries Dan Dare, Judge Dredd, Rick Random, Agent Rat, Tales of Telguuth, Red Fang, Killer, Tharg's Terror Tales, Past Imperfect et Walkyries.

#### Marvel UK
- Hulk (avec Dave Gibbons et Paul Neary, dans Hulk Comic no 1–6, 9–20, 26–27, en 1979)
- Nick Fury, Agent of S.H.I.E.L.D. (avec Steve Dillon, dans Hulk Comic no 1–19, 1979)
- Doctor Who :
  - The Return of the Daleks (avec dessins de Paul Neary et encrages de David Lloyd, dans Doctor Who Weekly no 1–4, 1979)
  - The Final Quest (avec Paul Neary, dans Doctor Who Weekly no 8, 1979)
  - K-9's Finest Hour (avec Paul Neary, dans Doctor Who Weekly no 12, 1980)
  - Warlord of the Ogrons (avec Steve Dillon, dans Doctor Who Weekly no 13–14, 1980)
  - Abslom Daak (96 pages, Marvel Comics,  (ISBN 1-85400-113-2))
  - Abslom Daak—Dalek Killer (avec Steve Dillon, dans Doctor Who Weekly no 17–20, 1980)
  - Star Tigers (avec David Lloyd, dans Doctor Who Weekly no 27–30, 1980)
  - Star Tigers, Part Two (avec David Lloyd, dans Doctor Who Weekly no 44–46, 1980)
  - The Ship of Fools (avec Steve Dillon, dans Doctor Who Weekly no 23–24, 1980)
  - Yonder . . . the Yeti (avec David Lloyd, dans Doctor Who Weekly no 31–34, 1980)
  - The Time Witch (avec Dave Gibbons, dans Doctor Who Weekly n°35–38, 1980, rassemblés dans The Iron Legion, 164 pages, 2004,  (ISBN 1-904159-37-0))
- Dragon's Claw (avec Dave Gibbons, 164 pages, 2005,  (ISBN 1-904159-81-8)) incluant :
  - Dragon’s Claw (dans Doctor Who Weekly/Doctor Who Monthly no 39–45, 1980)
  - The Collector (dans Doctor Who Monthly no 46, 9180)
  - Dreamers of Death (dans Doctor Who Monthly no 47–48, 1980–1981)
  - The Life Bringer (dans Doctor Who Monthly no 49–50, 1981)
  - The War of Words (dans Doctor Who Monthly no 51, 1981)
  - Spider-God (dans Doctor Who Monthly no 52, 1981)

#### Dans le mensuelWarrior
Liste non exhaustive :
- Laser Eraser & Pressbutton (sous le pseudonyme de Pedro Henry, avec Steve Dillon, dans Warrior no 1–10, 12 & 15–16, 1982–1983)
- Father Shandor, Demon Stalker (avec John Bolton, David Jackson et John Stokes, dans Warrior no 1–10 & 13–16, 25 1982–1983, 1984)
- Zirk (dans Warrior no 3, 1982)
- The Legend of Prester John (dans Warrior no 12, 1983)
- Zirk (avec Brian Bolland et Garry Leach, dans Warrior no 13, 1983)
- Ektryn (avec Cam Kennedy, dans Warrior no 14, 25, 1983, 1984)
- Twilight World (avec Jim Baikie, dans Warrior no 14–17, 1983–84)
- Jaramsheela (dans Warrior no 17, 1984)

#### Autres comics
- Laser Eraser & Pressbutton (dans Sounds, et plus tard chez Eclipse Comics)
- Young Tom Strong (dans Tom Strong's Terrific Tales, no 1–12)
- Jonni Future (dans Tom Strong's Terrific Tales, no 1–12 et Tomorrow Stories Special, no 2)
- Johnny Future (dans Tom Strong's Terrific Tales, no 1)
- Little Margie in Misty Magic Land (dans Tomorrow Stories Special, no 2)
- ABC A-Z : Greyshirt & Cobweb
- ABC A-Z : Top 10 & Teams
- Hercule : Les Guerres thraces : Hercules : The Thracian War, avec Admira Wijaya au dessin, série limitée en cinq tomes, Radical Comics, 2008, tpb, décembre 2008, 144 pages,  (ISBN 0-9802335-1-8). Paru en intégrale en français chez Milady Graphics en 2010.
- Hercule : Les Dagues de Kush : Hercules : The Knives of Kush, série limitée en cinq tomes, 2009. Paru en intégrale en français chez Milady Graphics en 2011.

### Livres
- 1989 : The Trigrams of Han: Inner Structures of the I Ching, Thorsons Publishers.
- 2006 : V for Vendetta (novélisation basée sur le scénario du film des Wachowski), Pocket Star.
- 2011 : Somnium : A Fantastic Romance, Strange Attractor Press, avec un après-propos d'Alan Moore.